# 黃縱條紋鮨
黃縱條紋鮨，為輻鰭魚綱鱸形目鱸亞目鮨科的其中一種，分布於西太平洋區，從美國北卡羅萊納州至巴西維多利亞州海域，棲息深度35-365公尺，體長可達30公分，生活在岩石底質海域，為底棲性魚類，屬肉食性，生活習性不明，可做為食用魚及觀賞魚。